# Лелубані
Лелубані (груз. ლელუბანი) — село в Грузії.
За даними перепису населення 2014 року в селі проживає 16 осіб.